# Fosse no 5 ter des mines de Bruay
La fosse no 5 ter de la Compagnie des mines de Bruay est un ancien charbonnage du Bassin minier du Nord-Pas-de-Calais, situé à Divion. Ce puits d'aérage est commencé en 1901, trois ans après la mise en production de la fosse no 5 - 5 bis, à 865 mètres au sud-sud-ouest du puits no 5. Ce puits dispose d'installations très basiques, et n'est pas doté de chevalement. La cité no 34 est établie au nord et à l'est de la fosse pour les mineurs travaillant à la fosse no 5 - 5 bis.
La Compagnie des mines de Bruay est nationalisée en 1946, et intègre le Groupe de Bruay. Le puits no 5 ter est approfondi de 546 à 679 mètres en 1952. L'aérage cesse en 1969 lorsque la fosse no 5 - 5 bis ferme, et le puits, profond de 787 mètres, est remblayé en 1971. Les installations sont ensuite détruites.
Au début du XXIe siècle, Charbonnages de France matérialise la tête de puits no 5 ter. Le site est devenu un petit espace vert.

## La fosse
Alors que la fosse no 5 - 5 bis commencée en 1889 est fonctionnelle depuis 1898, la Compagnie des mines de Bruay décide d'ouvrir un puits d'aérage sur un autre carreau.

### Fonçage
En 1901 commence le fonçage du puits d'aérage no 5 ter, à Divion, à 865 mètres au sud-sud-ouest du puits no 5. L'orifice du puits est à l'altitude de 51 mètres, et le terrain houiller est atteint à la profondeur de 90 mètres.

### Exploitation
La fosse no 5 ter ne possède pas de chevalement, à l'instar du puits no 7 bis de la fosse no 7 - 7 bis à Houdain. La cité no 34 a été construite à l'est et au nord de la fosse.
La Compagnie des mines de Bruay est nationalisée en 1946, et intègre le Groupe de Bruay. Le puits no 5 ter est approfondi de 546 à 679 mètres en 1952. L'aérage cesse en 1969, date à laquelle la fosse no 5 - 5 bis ferme. Le puits, profond de 787 mètres, est remblayé en 1971, en même temps que les deux autres,. Les installations sont ensuite détruites.

### Reconversion
Au début du XXIe siècle, Charbonnages de France matérialise la tête de puits. Le BRGM y effectue des inspections chaque année. Le petit carreau de fosse est devenu un espace vert.

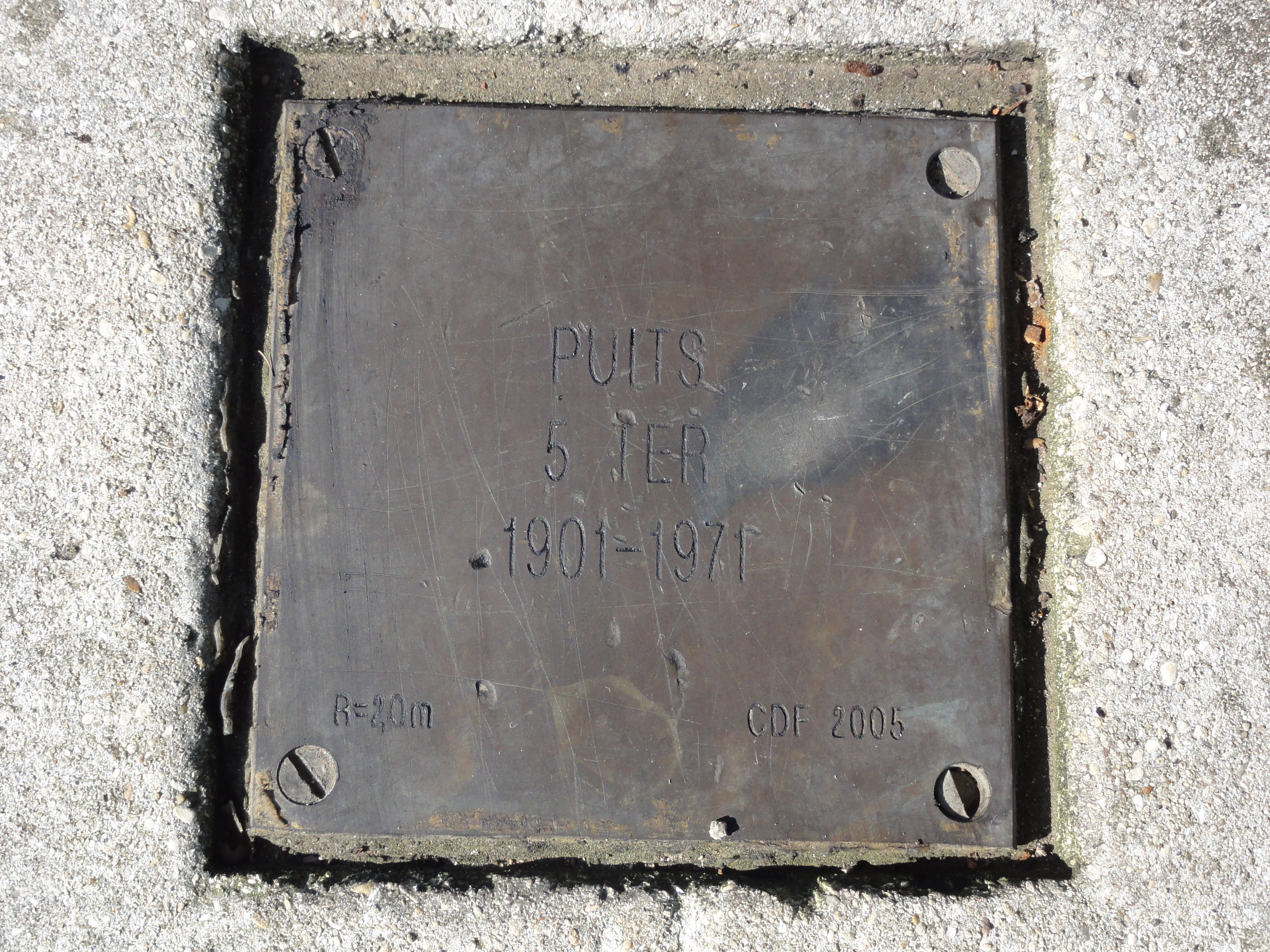
Puits no 5 ter, 1901 - 1971.
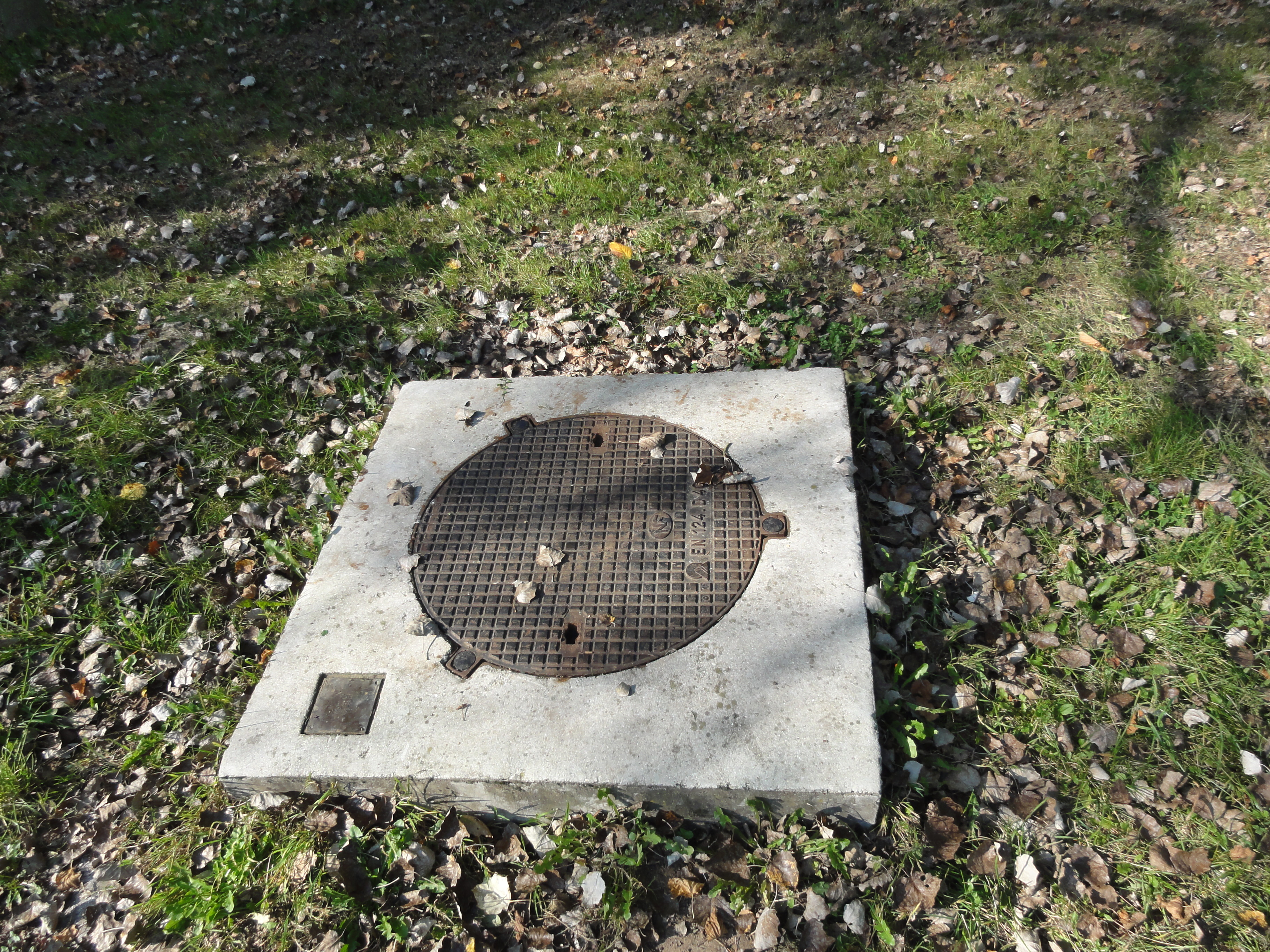
La tête de puits matérialisée no 5 ter.
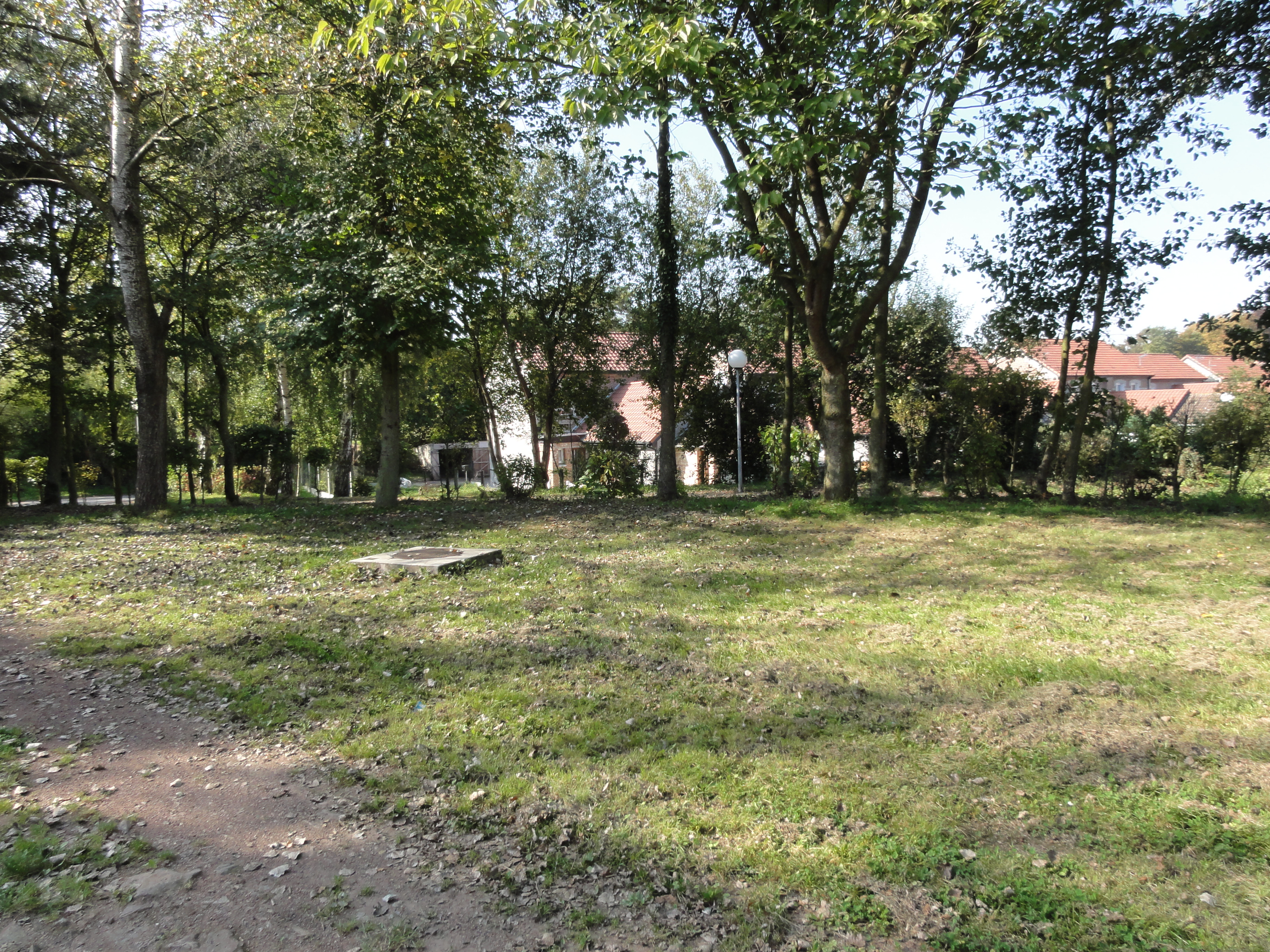
Le puits no 5 ter dans son environnement.
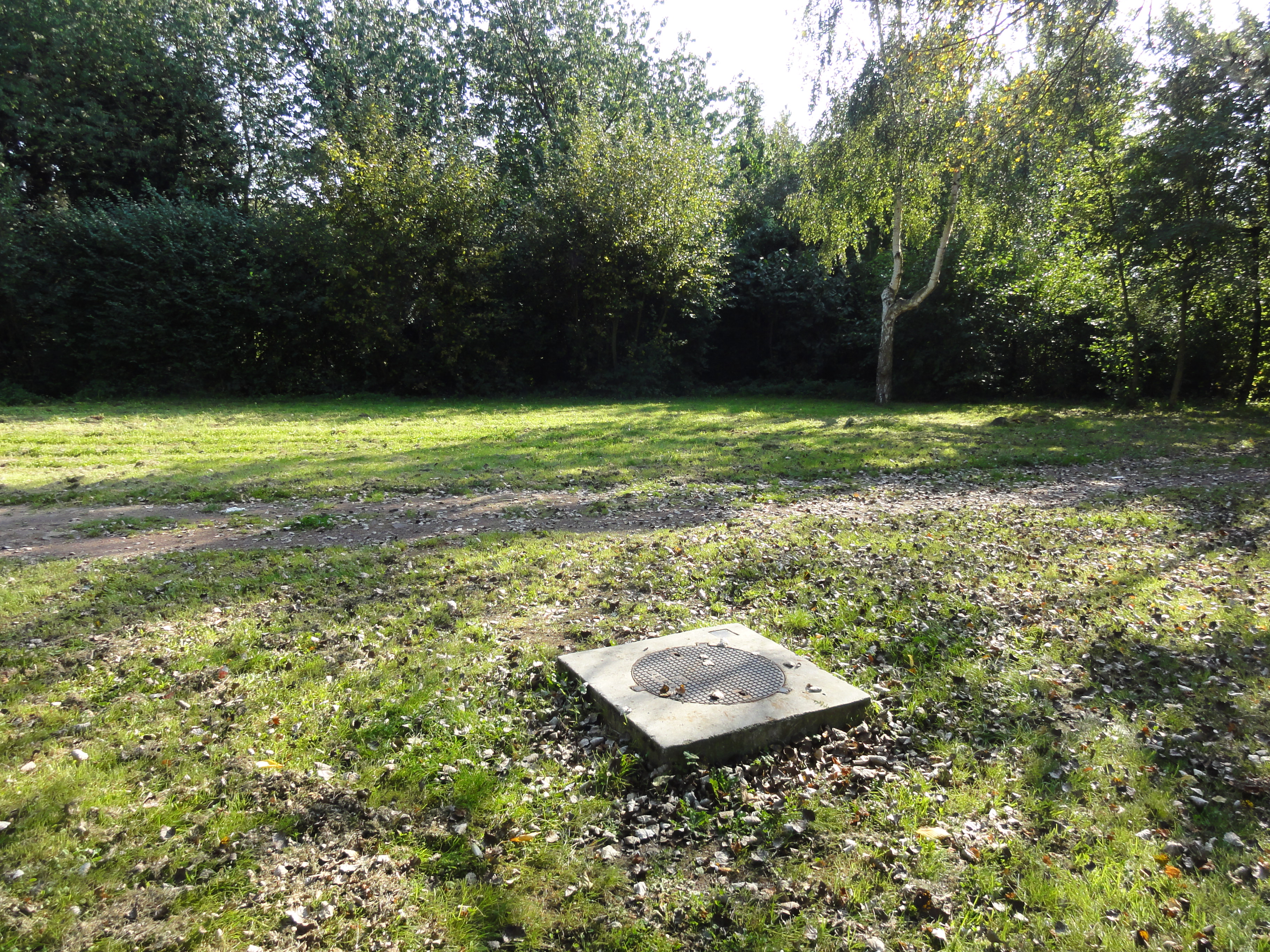
Le puits no 5 ter dans son environnement.
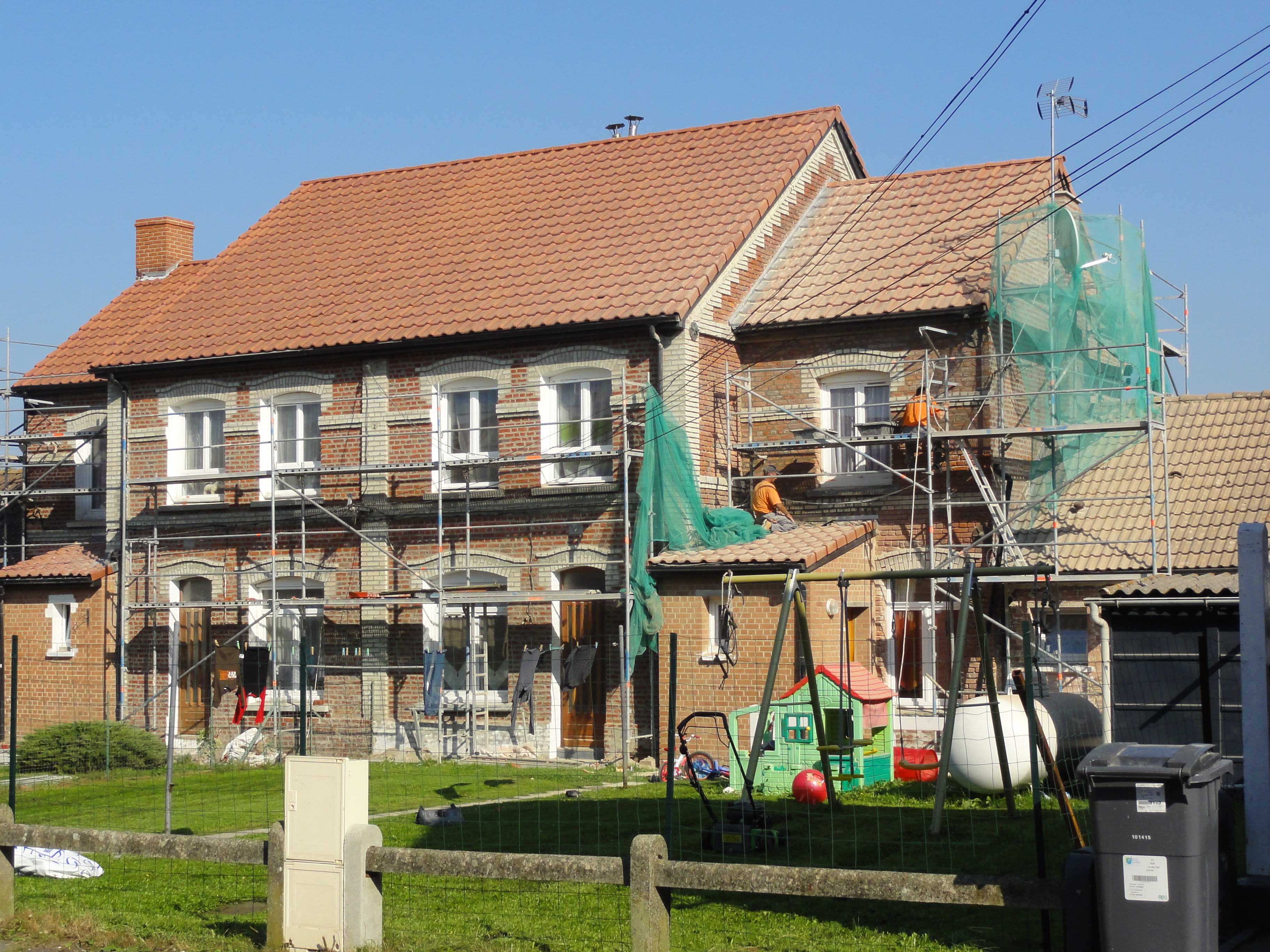
Habitations groupées par quatre de la cité no 34.
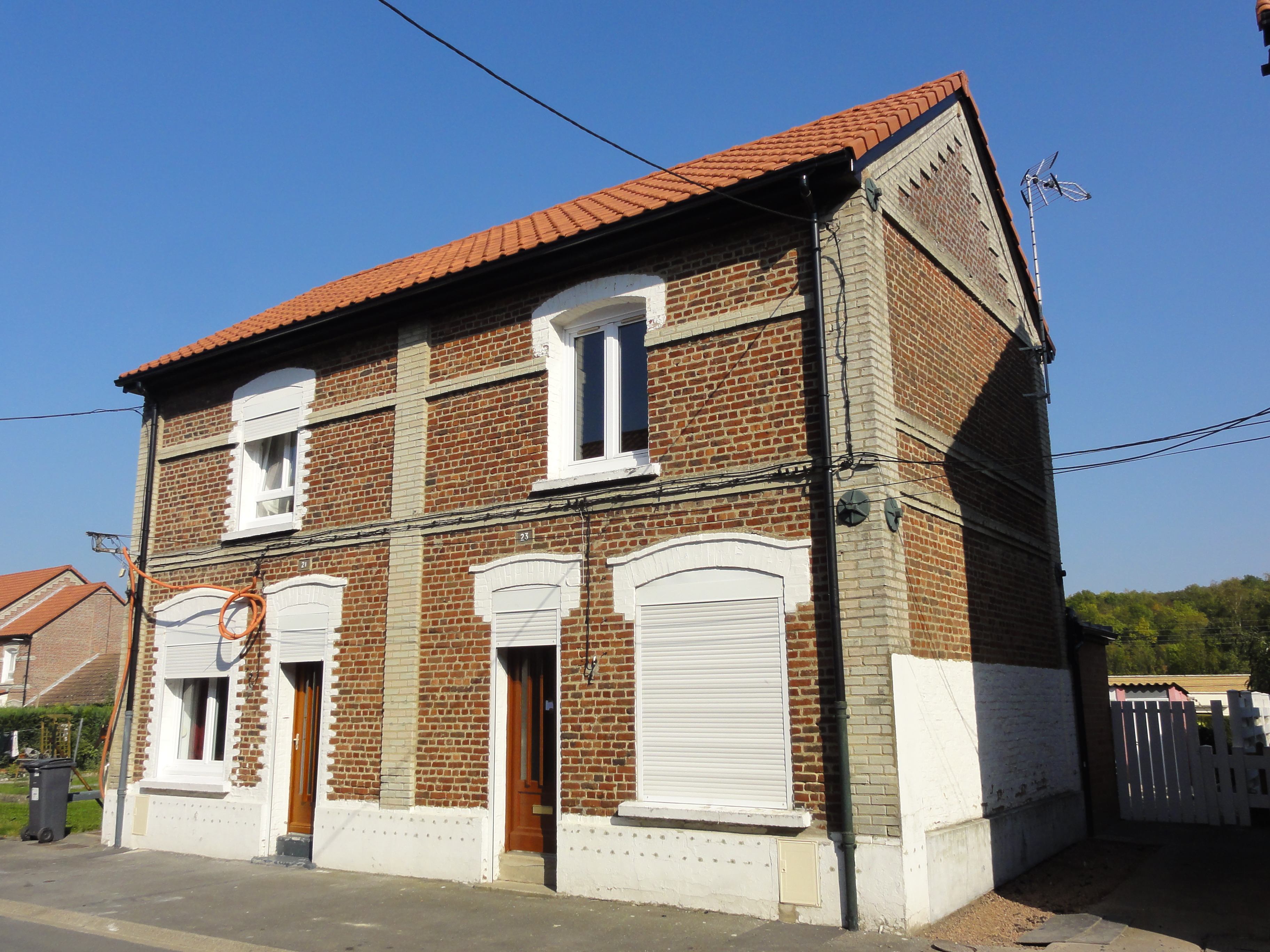
Habitations groupées par deux de la cité no 34.